# Walcheren
 Walcheren é uma antiga ilha na província de Zelândia nos Países Baixos na foz do estuário do rio Escalda. Se situa entre Oosterschelde ao norte e Westerschelde ao sul e é, praticamente na forma de um losango. Os dois lados da ilha situada nas margens do Mar do Norte consistem em dunas; o resto da costa é formado por diques. Midelburgo situa-se no centro da ilha. Esta cidade é a capital da ilha e Flessingue, 9 km ao sul, é o principal porto. O terceiro município é Veere.
Originalmente, Walcheren era uma ilha, mas foi conectada por pôlderes e uma barragem através do Estreito de Sloe com a (antiga) ilha de Zuid-Beveland, que por sua vez foi conectada com a Brabante do Norte, em terras continentais.